# União Paulista
União Paulista este un oraș în São Paulo (SP), Brazilia.